# Postsanctus
Postsanctus, Post-Sanctus – część modlitwy eucharystycznej znajdująca się pomiędzy Sanctus i Epiklezą.
Modlitwa była i jest w dalszym ciągu używana w różnych tradycjach i rytach chrześcijańskich. W rycie gallikańskim modlitwa Post-Sanctus obejmowała rozbudowany opis dziejów zbawienia. Występowała też w anaforach syryjskich i aleksandryjskich oraz rycie mozarabskim. 
W modlitwach eucharystycznych mszału rzymskiego skonstruowana jest w różny sposób. W modlitwie I obejmuje serię różnych modlitw, w modlitwie II i III jest bardzo krótka (rozpoczyna się słowami "Zaprawdę, święty jesteś Boże"), w Modlitwie IV zawiera rozbudowany opis dziejów zbawienia, od stworzenia świata do zesłania Ducha Świętego. Ponadto poszerzona jest w niedziele i niektóre inne dni o tzw. wspomnienie tajemnicy dnia, przy czym dodatki różnią się w oryginalnej edycji łacińskiej i poszczególnych edycjach narodowych. W Polsce wspomnienie tajemnicy dnia jako element Postsanctus towarzyszy II i III Modlitwie Eucharystycznej.